# حريق شيكاجو
 حريق شيكاجو (بالإنجليزية: Chicago Fire)‏ هي مسلسل تلفزيوني درامي الحركة الأمريكية على قناة هيئة الإذاعة الوطنية منذ 10 أكتوبر 2012.

## روابط خارجية
- حريق شيكاجو على موقع IMDb (الإنجليزية)
- حريق شيكاجو على موقع ميتاكريتيك (الإنجليزية)
- حريق شيكاجو على موقع روتن توميتوز (الإنجليزية)
- حريق شيكاجو على موقع كينوبويسك (الروسية)
- حريق شيكاجو على موقع ألو سيني (الفرنسية)
- حريق شيكاجو على موقع قاعدة بيانات الفيلم (الإنجليزية)